# Adenophora contracta
Adenophora contracta là loài thực vật có hoa trong họ Hoa chuông. Loài này được Masao Kitagawa mô tả khoa học đầu tiên năm 1935 dưới danh pháp Adenophora polyantha var. contracta. Năm 1990, J.Z.Qiu & D.Y.Hong nâng cấp nó lên thành loài độc lập.